# 科瓦諾區
科瓦諾區（西班牙語：Cóbano），是哥斯達黎加的一個區，位於該國西部蓬塔雷納斯省，面積316.61平方公里，海拔高度158米，2011年人口7,494，人口密度每平方公里23.67人。